# Agrotis virgata
Agrotis virgata là một loài bướm đêm trong họ Noctuidae.